# Billom
Billom [bijɔ̃] est une commune française, située dans le département du Puy-de-Dôme, en région Auvergne-Rhône-Alpes. Elle fait partie de l'aire urbaine de Clermont-Ferrand.
La ville de Billom est au centre de la région naturelle nommée Toscane auvergnate, et peut être considérée comme la capitale de cette dernière. Elle fut notamment à l'époque médiévale une ville marchande importante mais également universitaire par la présence d'un studium médiéval.

## Géographie

Situation de Billom
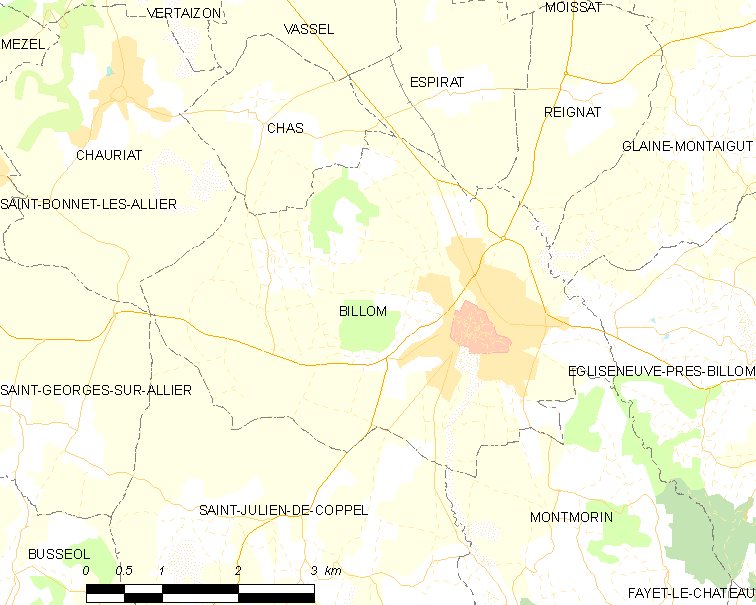
Carte de la commune

### Localisation
La ville de Billom est située au contact de la plaine de la Limagne et des monts du Livradois.
Neuf communes sont limitrophes (comprenant, à l'ouest, une frontière sur quelques mètres avec Saint-Georges-sur-Allier). Les communes limitrophes sont Chas, Chauriat, Égliseneuve-près-Billom, Espirat, Glaine-Montaigut, Montmorin, Reignat, Saint-Georges-sur-Allier et Saint-Julien-de-Coppel.
| Chauriat Chas            | Espirat | Reignat, Glaine-Montaigut |
| Saint-Georges-sur-Allier | Billom  | Égliseneuve-près-Billom   |
| Saint-Julien-de-Coppel   |         | Montmorin                 |

### Hydrographie
Elle est traversée par la rivière Angaud.

### Voies de communication et transports

#### Voies routières
Billom est accessible par la route départementale 997, axe de Clermont-Ferrand à Ambert, correspondant à l'ancienne route nationale 497 classée dans les années 1930 et reversée au département dans les années 1979.
Le territoire communal est traversé par les routes départementales 9 (vers Montmorin), 9c, 14 (vers Montmorin par Champortat), 151 (desservant le village de Tinlhat), 212 (direction Pérignat-sur-Allier et Cournon-d'Auvergne ou Thiers), 218 (desservant le centre-ville), 218a (rue des Réserves), 229 (direction Vic-le-Comte et Lezoux), 339, 339a, 997a (traversée du centre-ville) et 997b (portion de la route de Clermont).

#### Transports en commun
Elle est desservie par la ligne 23 du réseau Transdôme (Clermont-Ferrand – Vertaizon – Billom).

### Climat
Pour des articles plus généraux, voir Climat d'Auvergne-Rhône-Alpes et Climat du Puy-de-Dôme.
En 2010, le climat de la commune est de type climat océanique dégradé des plaines du Centre et du Nord, selon une étude du Centre national de la recherche scientifique s'appuyant sur une série de données couvrant la période 1971-2000. En 2020, Météo-France publie une typologie des climats de la France métropolitaine dans laquelle la commune est exposée à un climat de montagne ou de marges de montagne et est dans la région climatique  Nord-est du Massif Central, caractérisée par une pluviométrie annuelle de 800 à 1 200 mm, bien répartie dans l’année.
Pour la période 1971-2000, la température annuelle moyenne est de 10,9 °C, avec une amplitude thermique annuelle de 16,3 °C. Le cumul annuel moyen de précipitations est de 697 mm, avec 8,5 jours de précipitations en janvier et 7 jours en juillet. Pour la période 1991-2020, la température moyenne annuelle observée sur la station météorologique de Météo-France la plus proche, « Fayet-le-Château », sur la commune de Fayet-le-Château à 8 km à vol d'oiseau, est de 11,2 °C et le cumul annuel moyen de précipitations est de 889,9 mm,. Pour l'avenir, les paramètres climatiques de la commune estimés pour 2050 selon différents scénarios d'émission de gaz à effet de serre sont consultables sur un site dédié publié par Météo-France en novembre 2022.

## Urbanisme

### Typologie
Au 1er janvier 2024, Billom est catégorisée bourg rural, selon la nouvelle grille communale de densité à sept niveaux définie par l'Insee en 2022.
Elle appartient à l'unité urbaine de Billom, une unité urbaine monocommunale constituant une ville isolée,. Par ailleurs la commune fait partie de l'aire d'attraction de Clermont-Ferrand, dont elle est une commune de la couronne,. Cette aire, qui regroupe 209 communes, est catégorisée dans les aires de 200 000 à moins de 700 000 habitants,.

### Occupation des sols
L'occupation des sols de la commune, telle qu'elle ressort de la base de données européenne d’occupation biophysique des sols Corine Land Cover (CLC), est marquée par l'importance des territoires agricoles (80,3 % en 2018), en diminution par rapport à 1990 (83,3 %). La répartition détaillée en 2018 est la suivante : 
terres arables (62,2 %), zones urbanisées (14,5 %), zones agricoles hétérogènes (12,4 %), prairies (5,7 %), forêts (5,1 %). L'évolution de l’occupation des sols de la commune et de ses infrastructures peut être observée sur les différentes représentations cartographiques du territoire : la carte de Cassini (XVIIIe siècle), la carte d'état-major (1820-1866) et les cartes ou photos aériennes de l'IGN pour la période actuelle (1950 à aujourd'hui).

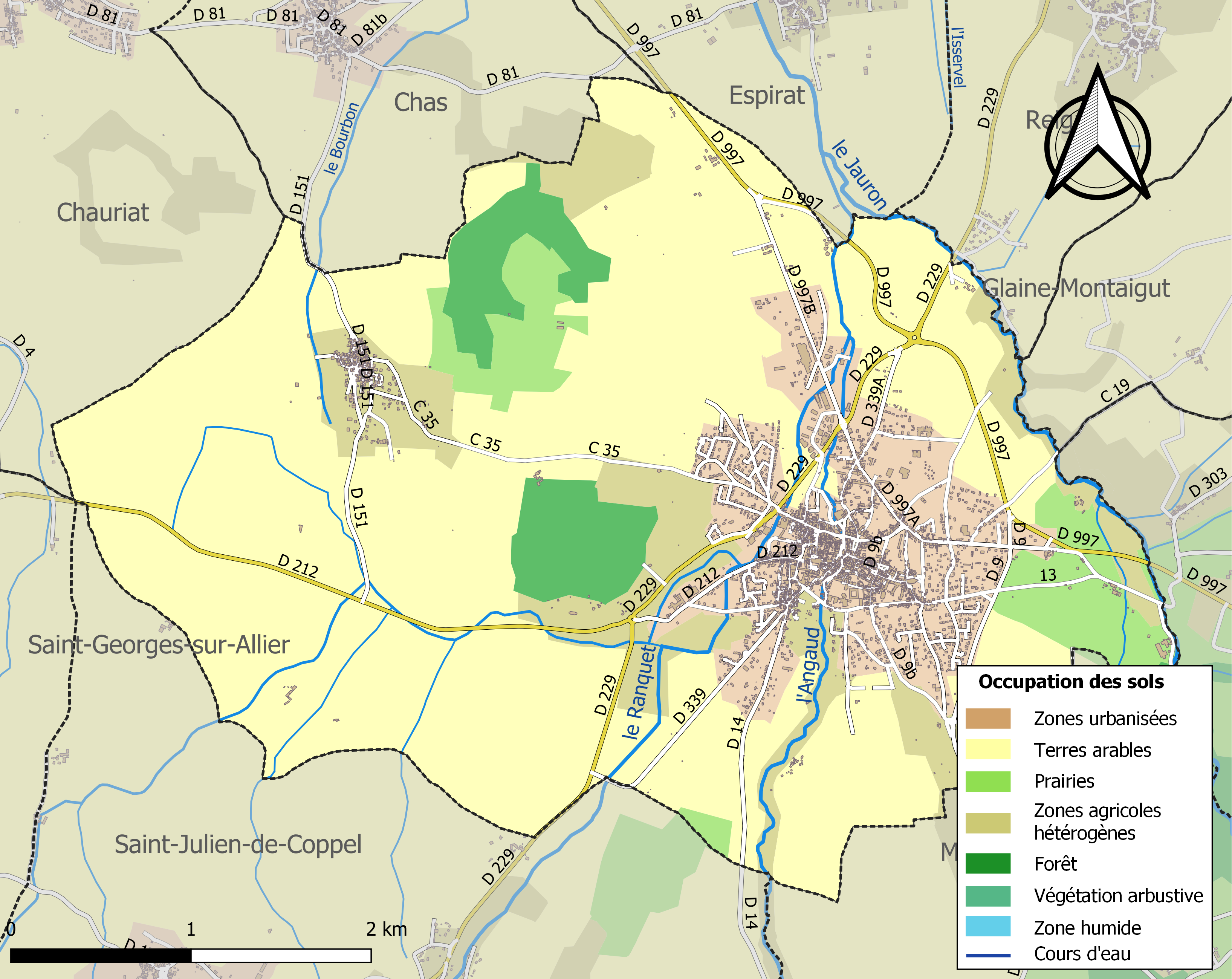
Carte des infrastructures et de l'occupation des sols de la commune en 2018 (CLC).

### Logement
En 2014, la commune comptait 2 383 logements, contre 2 186 en 2009. Parmi ces logements, 82 % étaient des résidences principales, 2,2 % des résidences secondaires et 15,8 % des logements vacants. Ces logements étaient pour 72,9 % d'entre eux des maisons individuelles et pour 26,5 % des appartements.
La proportion des résidences principales, propriétés de leurs occupants était de 62,2 %, en hausse sensible par rapport à 2009 (59,3 %). La part de logements HLM loués vides était de 7,3 % (contre 8,3 %).

## Toponymie
En occitan, la langue régionale, Billom est nommé Bilhom.
Ce nom vient du gaulois Billiomagus qui veut dire « le marché de l'arbre sacré »,,.

## Histoire

### Antiquité romaine
La voie romaine qui relie Lyon à Bordeaux en passant par Clermont traverse le canton de Billom. Toutefois, la borne milliaire romaine parfois appelée Miliaire de Billom a été trouvée en réalité sur la commune de Neuville, au château du Cheix. Déplacée, elle est aujourd'hui dressée à l'entrée du parc du château d’Aulteribe, à Sermentizon. Elle est alternativement nommée Milliaire du château du Cheix à Neuville, Borne de Sermentizon ou d'Aulteribe. On peut en admirer une copie dans l’Espace du Temple de Mercure à Clermont-Ferrand ou au Château du Cheix.
Aucun élément n'atteste non plus la présence d'un vicus à Billom à l'époque gallo-romaine. En revanche, les villae sont nombreuses dans la campagne alentour.
Au Ve siècle, la région a été évangélisée par saint Austremoine et saint Juvénal.

### Moyen Âge
Un atelier monétaire est attesté à l'époque mérovingienne. C'est la première mention certaine de l'existence d'un vicus. On trouve également une école de droit à Billom, attestée au XIVe siècle.
Le quartier Saint-Loup (sancti Lupi) et celui de Saint-Cerneuf sont à l'origine deux agglomérations bien distinctes, le second correspondant à la ville de Billom fortifiée depuis le XIIe siècle (villae Billomi). Ce n'est qu'au XIVe siècle que l'on modifie le tracé de l'enceinte pour y intégrer, entre autres le quartier Saint-Loup.
On dénombre quatre paroisses à l'époque féodale, Saint-Cerneuf, Saint-Saturnin et Saint-Loup qui paraissent antérieures à l'époque carolingienne ainsi que Saint-Michel dont l'emplacement de l'église demeure inconnu et qui a sans doute disparu au XVIIe siècle.
Parmi les nombreuses congrégations religieuses, on peut citer les chanoines de la collégiale de Saint-Cerneuf présents depuis la fin du XIe siècle, ils dévastèrent notamment l'église Saint-Loup qui appartenait aux bénédictins de Sauxillanges. L'église Saint-Loup et la paroisse correspondante étant cédées à l'évêque de Clermont vers 1121/1122.
Le bourg subit des dégâts importants lors du  séisme de Limagne de 1490
L'existence d'une université médiévale florissante, sous la direction des chanoines du chapitre de Saint-Cerneuf, est attestée au XVe siècle.

### Les Hospitaliers
On trouve également les Hospitaliers de l'ordre de Saint-Jean de Jérusalem dont la présence est attestée depuis le XVe siècle avec la commanderie de Saint-Jean de Billom, proche de l'église Saint-Cerneuf dont les possessions s'étendaient autour du Gros Turluron et qui était membre de la commanderie de Courtesserre au sein du grand prieuré d'Auvergne.

### Renaissance et époque moderne
En 1553, l'université, faute de fondation officielle et de subside, est "tellement déchue que la ville conserve à peine quelques traces de son existence". Le collège des Jésuites (dit collège de Billom, premier collège jésuite fondé en France en 1555)  fut porté sur le devant de la scène en 1762, lors du bannissement de France de l'ordre religieux et de la mise sous séquestre de ses biens. Une perquisition a révélé la présence du « Typus religionis », un immense tableau qui montre le pape et les Jésuites à la barre d'un navire symbolisant le monde. Cette pièce sera utilisée lors du procès contre les Jésuites.
Capucins, Jésuites, Bénédictines, Visitandines, nombreuses confréries, chanoines de Saint-Cerneuf, religieux qui gèrent l'hôpital général, Billom est avant tout une ville où les religieux sont nombreux au Moyen Âge et à l'époque moderne. Ceci lui vaudra le nom de « Billom le Saint ». Deux processions importantes se déroulent tous les ans : la procession du Précieux Sang et la procession des Pénitents noirs.
Pendant la période révolutionnaire, ce fameux « précieux sang » fut analysé par les Révolutionnaires soucieux de discréditer la religion chrétienne. Le sang était en fait de l'essence d'origine végétale[réf. nécessaire].
Création du tribunal de commerce (un des premiers en France). Il sera confirmé par Charles IX en 1569 et Henry IV en 1594. Il sera actif jusqu'en 1999.
Billom fut effectivement du Moyen Âge à l'époque moderne une ville commerciale. Elle produisait notamment des cordages à partir du chanvre, cordages très utilisés pour équiper les bateaux de la marine royale.
Billom décline au XVIIe et au début du XVIIIe siècle. La ville est très touchée par les crises frumentaires de 1693-94 et 1709.
Le déclin de Billom se poursuit au XIXe siècle après l'abandon du chanvre. La culture de l'ail se développe après 1850.
Elle fut chef-lieu de district de 1790 à 1795.

### Époque contemporaine
C'est en 1875 que l'on voit arriver le train. En 1886, l'école militaire préparatoire des enfants de troupe de Billom est créée, dans les locaux de l'ancien Collège de Billom. Elle fermera en 1963.
Billom est aujourd'hui dans la zone d'influence de l'agglomération clermontoise. Située à une trentaine de minutes de Clermont-Ferrand, elle bénéficie de la périurbanisation.
La commune bénéficie aussi d'un centre médiéval riche et du dynamisme, notamment culturel, de ses habitants. Les paysages vallonnés qui l'entourent (« la Toscane auvergnate ») lui offrent un avantage touristique.

## Politique et administration

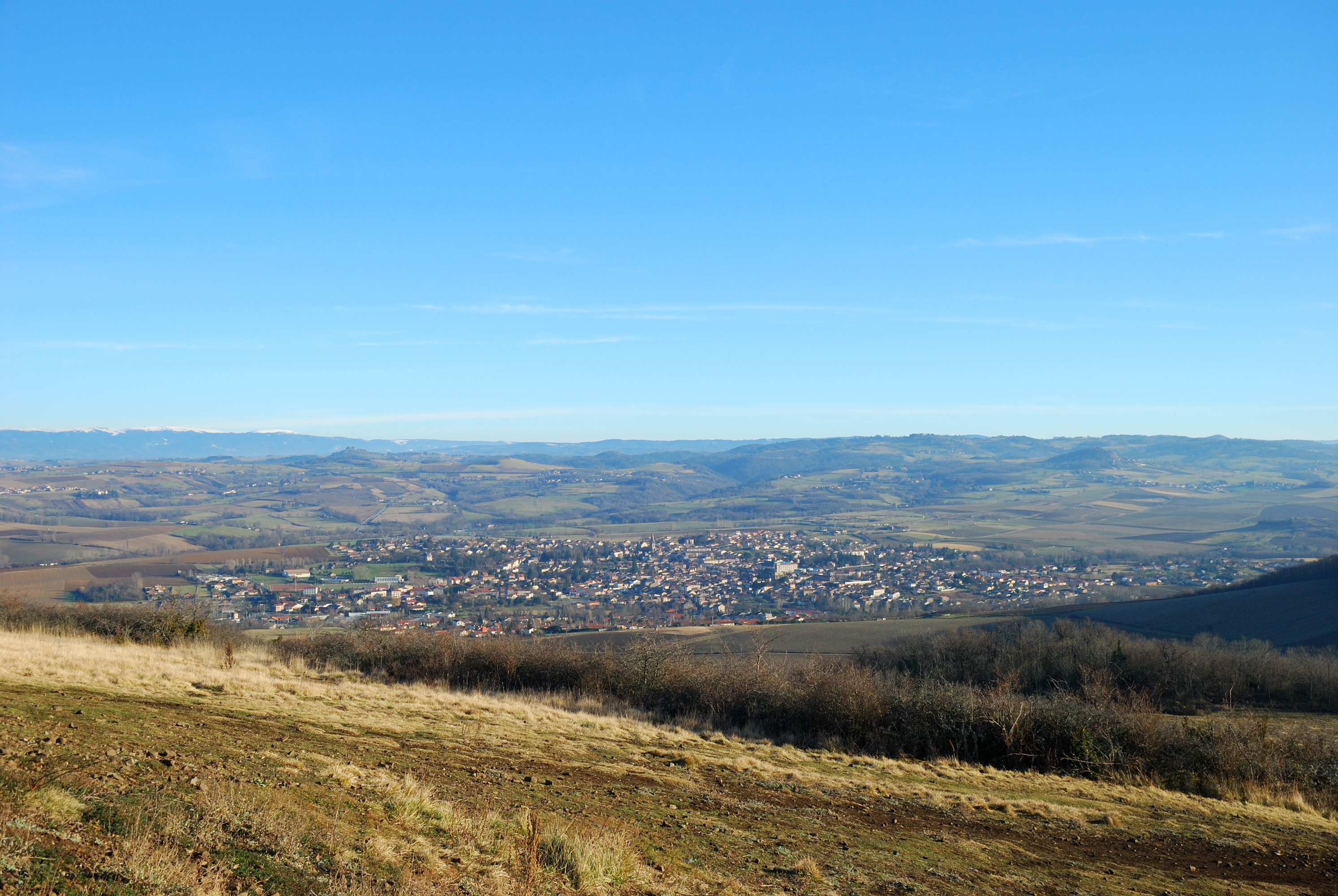
Vue générale
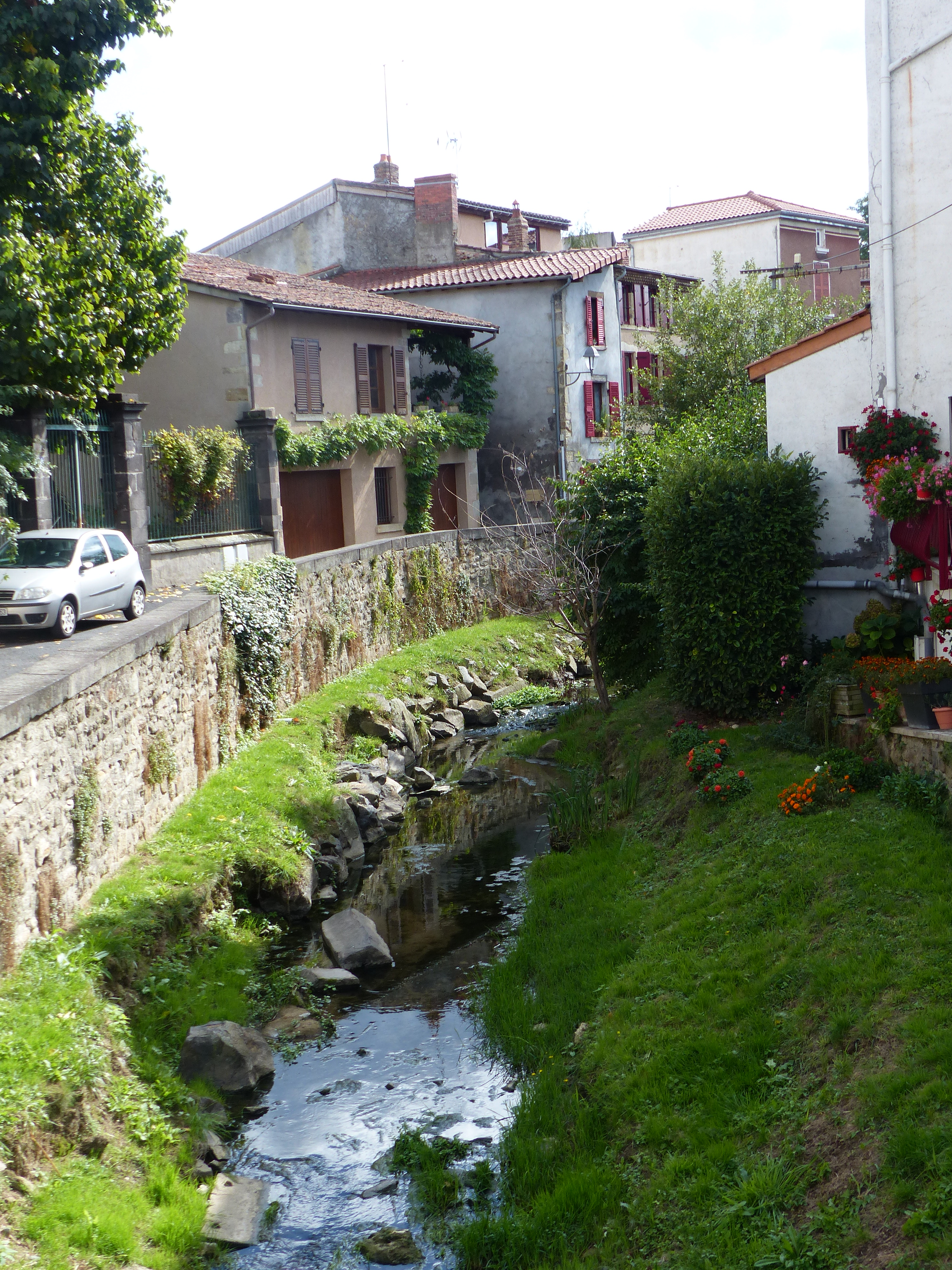
La rivière Angaud en centre ville

### Tendances politiques et résultats
À l'élection présidentielle de 2002, Jacques Chirac a recueilli 87,29 % des suffrages exprimés, avec une participation de 82,39 % ; mais depuis élection présidentielle française de 2007, le Parti socialiste recueille la majorité des voix dans la commune (59,76 % pour Ségolène Royal, battue au niveau national, 88,40 % de participation) et en 2012, avec François Hollande (65,81 % des voix et 86,01 % de participation).
Aux élections législatives, Alain Néri remporte l'élection de 2002 (60,19 %, participation 64,71 %) et en 2007 (67,54 %, participation 65,19 %) à l'époque où l'ancien canton de Billom appartenait à la deuxième circonscription du Puy-de-Dôme. Le redécoupage des circonscriptions législatives de 2010 place le canton dans la cinquième circonscription, où en 2012, André Chassaigne, élu dans la circonscription, a recueilli 70,60 % des suffrages exprimés, avec un taux de participation de 56,80 %.
Aux élections européennes, arrivent en tête, pour la commune, Catherine Guy-Quint (37,09 % en 2004), Jean-Pierre Audy (22,10 % en 2009) et la liste FN avec 19,86 % en 2014. Pour ces trois élections, les taux de participation ont été inférieurs à 50 %.
Aux élections régionales de 2004, les électeurs billomois ont voté à 57,73 % pour Pierre-Joël Bonté (71,30 % de participation), élu à la tête du conseil régional d'Auvergne, mais décédé en cours de mandat et remplacé par René Souchon, qui s'est représenté en 2010 avec 72,73 % des voix dans la commune et un taux de participation plus faible (57,78 %). Les 6 et 13 décembre 2015, Jean-Jack Queyranne a recueilli 50,51 % des suffrages exprimés contre 31,69 % pour Laurent Wauquiez, élu président de la nouvelle région Auvergne-Rhône-Alpes, avec une participation de 62,56 %.
Aux élections municipales de 2008, le maire Pierre Guillon a été élu au second tour avec 47,97 % des voix et avait acquis 21 des 27 sièges au conseil municipal, avec un taux de participation de 69,89 %. Il fut le seul candidat à se représenter en 2014, avec un taux de participation de 53,54 %.
Pierre Guillon étant décédé en cours de mandat en octobre 2015, une élection municipale partielle a été organisée les 24 et 31 janvier 2016. La liste Front de Gauche menée par Jean-Michel Charlat remporte l'élection au second tour.

### Liste des maires
Cinq maires se sont succédé à la tête du conseil municipal de Billom depuis 1965.
| Période        | Période                | Identité            | Étiquette    | Qualité                                                                                   |
| -------------- | ---------------------- | ------------------- | ------------ | ----------------------------------------------------------------------------------------- |
| 1965           | 1983                   | Yves Guillon        | SFIO puis PS | Conseiller général du canton de Billom (1967 → 1992)                                      |
| 1983           | 1989                   | Louis Guet          | DVD          |                                                                                           |
| 1989           | 1995                   | Yves Guillon        | PS           | Conseiller général du canton de Billom (1967 → 1992)                                      |
| 1995           | 2001                   | Michel Glass        | DVG          | Médecin                                                                                   |
| 2001           | 4 octobre 2015 (décès) | Pierre Guillon      | PS           | Fonctionnaire, attaché administratif Conseiller général du canton de Billom (2008 → 2011) |
| 5 février 2016 | En cours               | Jean-Michel Charlat | PCF          | Employé                                                                                   |

### Rattachements administratifs et électoraux
Sur le plan administratif, Billom était chef-lieu de district en 1793, puis chef-lieu de canton depuis 1801.
Sur le plan électoral, le canton de Billom dépendait de la deuxième circonscription[Quand ?], puis de la cinquième circonscription à la suite du redécoupage des circonscriptions législatives de 2010. Depuis les élections départementales de 2015, Billom devient bureau centralisateur.
Sur le plan judiciaire, Billom dépend de la cour administrative d'appel de Lyon, de la cour d'appel et de la cour d'assises du Puy-de-Dôme à Riom, des tribunaux administratif, d'instance, de grande instance et de commerce de Clermont-Ferrand.

## Population et société

### Démographie

#### Évolution démographique
L'évolution du nombre d'habitants est connue à travers les recensements de la population effectués dans la commune depuis 1793. Pour les communes de moins de 10 000 habitants, une enquête de recensement portant sur toute la population est réalisée tous les cinq ans, les populations de référence des années intermédiaires étant quant à elles estimées par interpolation ou extrapolation. Pour la commune, le premier recensement exhaustif entrant dans le cadre du nouveau dispositif a été réalisé en 2006.

En 2022, la commune comptait 4 826 habitants, en évolution de +1,99 % par rapport à 2016 (Puy-de-Dôme : +2,1 %, France hors Mayotte : +2,11 %).
| 1793  | 1800  | 1806  | 1821  | 1831  | 1836  | 1841  | 1846  | 1851  |
| ----- | ----- | ----- | ----- | ----- | ----- | ----- | ----- | ----- |
| 4 763 | 5 110 | 5 186 | 5 188 | 4 746 | 4 467 | 3 993 | 4 437 | 4 430 |

| 1856  | 1861  | 1866  | 1872  | 1876  | 1881  | 1886  | 1891  | 1896  |
| ----- | ----- | ----- | ----- | ----- | ----- | ----- | ----- | ----- |
| 4 591 | 4 598 | 3 946 | 4 336 | 4 211 | 4 097 | 4 569 | 4 380 | 4 251 |

| 1901  | 1906  | 1911  | 1921  | 1926  | 1931  | 1936  | 1946  | 1954  |
| ----- | ----- | ----- | ----- | ----- | ----- | ----- | ----- | ----- |
| 4 275 | 4 041 | 4 005 | 3 527 | 3 588 | 3 634 | 3 699 | 3 607 | 3 389 |

| 1962  | 1968  | 1975  | 1982  | 1990  | 1999  | 2006  | 2011  | 2016  |
| ----- | ----- | ----- | ----- | ----- | ----- | ----- | ----- | ----- |
| 3 300 | 3 704 | 3 968 | 4 092 | 3 968 | 4 246 | 4 575 | 4 632 | 4 732 |

| 2021  | 2022  | - | - | - | - | - | - | - |
| ----- | ----- | - | - | - | - | - | - | - |
| 4 808 | 4 826 | - | - | - | - | - | - | - |

#### Pyramide des âges
En 2018, le taux de personnes d'un âge inférieur à 30 ans s'élève à 32,7 %, soit en dessous de la moyenne départementale (34,2 %). À l'inverse, le taux de personnes d'âge supérieur à 60 ans est de 28,9 % la même année, alors qu'il est de 27,9 % au niveau départemental.
En 2018, la commune comptait 2 217 hommes pour 2 537 femmes, soit un taux de 53,37 % de femmes, légèrement supérieur au taux départemental (51,59 %).
Les pyramides des âges de la commune et du département s'établissent comme suit.
| Hommes | Classe d’âge | Femmes |
| ------ | ------------ | ------ |
| 1,4    | 90 ou +      | 4,1    |
| 6,8    | 75-89 ans    | 13,8   |
| 14,7   | 60-74 ans    | 16,2   |
| 21,3   | 45-59 ans    | 19,2   |
| 18,8   | 30-44 ans    | 17,7   |
| 15,5   | 15-29 ans    | 13,1   |
| 21,5   | 0-14 ans     | 15,9   |

| Hommes | Classe d’âge | Femmes |
| ------ | ------------ | ------ |
| 0,7    | 90 ou +      | 2,1    |
| 7,4    | 75-89 ans    | 10,2   |
| 17,7   | 60-74 ans    | 18,6   |
| 20,2   | 45-59 ans    | 19,2   |
| 18,4   | 30-44 ans    | 17,4   |
| 18,6   | 15-29 ans    | 17,2   |
| 17     | 0-14 ans     | 15,3   |

### Enseignement
Billom dépend de l'académie de Clermont-Ferrand. Elle gère l'école maternelle publique du Beffroi et l'école élémentaire publique Guyot-Dessaigne,.
Les élèves poursuivent leur scolarité au collège public du Beffroi, géré par le conseil départemental du Puy-de-Dôme, puis au lycée René-Descartes à Cournon-d'Auvergne pour les filières générales et STMG ou à Clermont-Ferrand, aux lycées Lafayette ou Roger-Claustres pour la filière STI2D.
La commune possède un ensemble scolaire privé Notre-Dame, composé de l'école maternelle, de l'école élémentaire ainsi que d'un collège.

## Économie
Le film CE2, du réalisateur Jacques Doillon, est tourné lors de la période estivale de 2020 dans le Puy-de-Dôme en particulier à Billom.

### Emploi
En 2014, la population âgée de quinze à soixante-quatre ans s'élevait à 2 776 personnes, parmi lesquelles on comptait 75 % d'actifs dont 64,2 % ayant un emploi et 10,8 % de chômeurs.
On comptait 1 639 emplois dans la zone d'emploi. Le nombre d'actifs ayant un emploi résidant dans la zone étant de 1 796, l'indicateur de concentration d'emploi s'élève à 91,2 %, ce qui signifie que la commune offre moins d'un emploi par habitant actif.
1 582 des 1 796 personnes âgées de quinze ans ou plus (soit 88,1 %) sont des salariés. 30,1 % des actifs travaillent dans la commune de résidence.

### Entreprises
Au 1er janvier 2015, Billom comptait 332 entreprises : 28 dans l'industrie, 49 dans la construction, 107 dans le commerce, le transport, l'hébergement et la restauration, 61 dans les services aux entreprises et 87 dans les services aux particuliers.
En outre, elle comptait 379 établissements.

### Tourisme
La commune comptait, au 1er janvier 2017, un camping non classé avec 38 emplacements mais aucun hôtel.

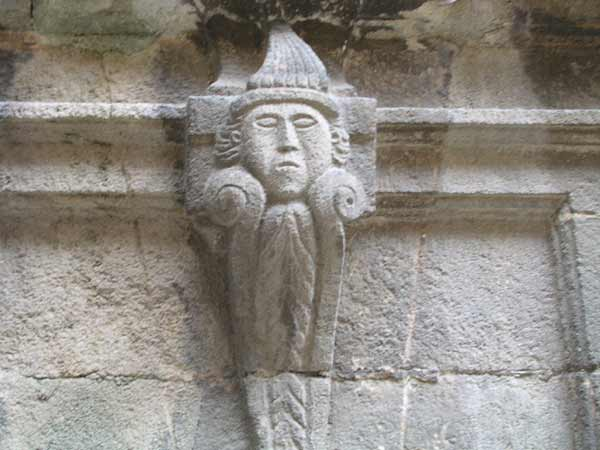
Un visage dans le quartier médiéval.

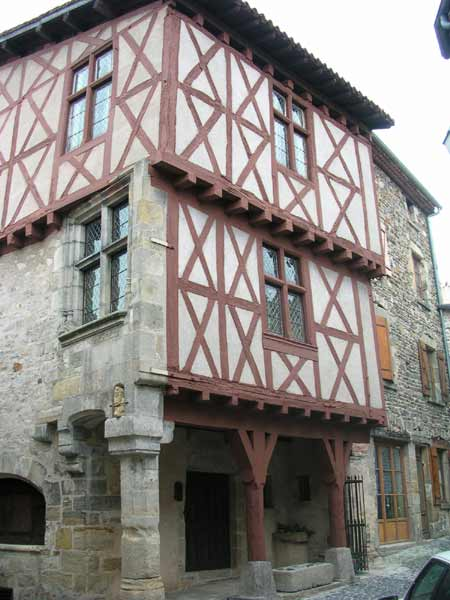
La maison du Boucher (XVe siècle).

## Culture locale et patrimoine

### Lieux et monuments

#### Patrimoine civil
La ville de Billom comporte un quartier médiéval :
- Maisons des Bouchers, du Chapitre, des Échevins (XVe siècle) ;
- Maison du Doyen (XVIe siècle) ;
- Maison du Bailly (XVe et XVIe siècles) ;
- Beffroi du XVIe siècle ;
- Les jardins de La Croze (XIXe siècle).
- Le château médiéval de Turluron (XIVe siècle), aujourd'hui en ruines.

#### Patrimoine religieux
- Église Saint-Loup : style gothique médiéval des XIVe et XVe siècles.
- Église de Tinlhat.
- Église Saint-Cerneuf : elle est de style gothique poitevin, elle a été fortement remaniée au cours de l'histoire. La crypte est romane, des peintures murales du XIIe siècle y sont présentes, avec une scène de martyre et la légende de sainte Marguerite.

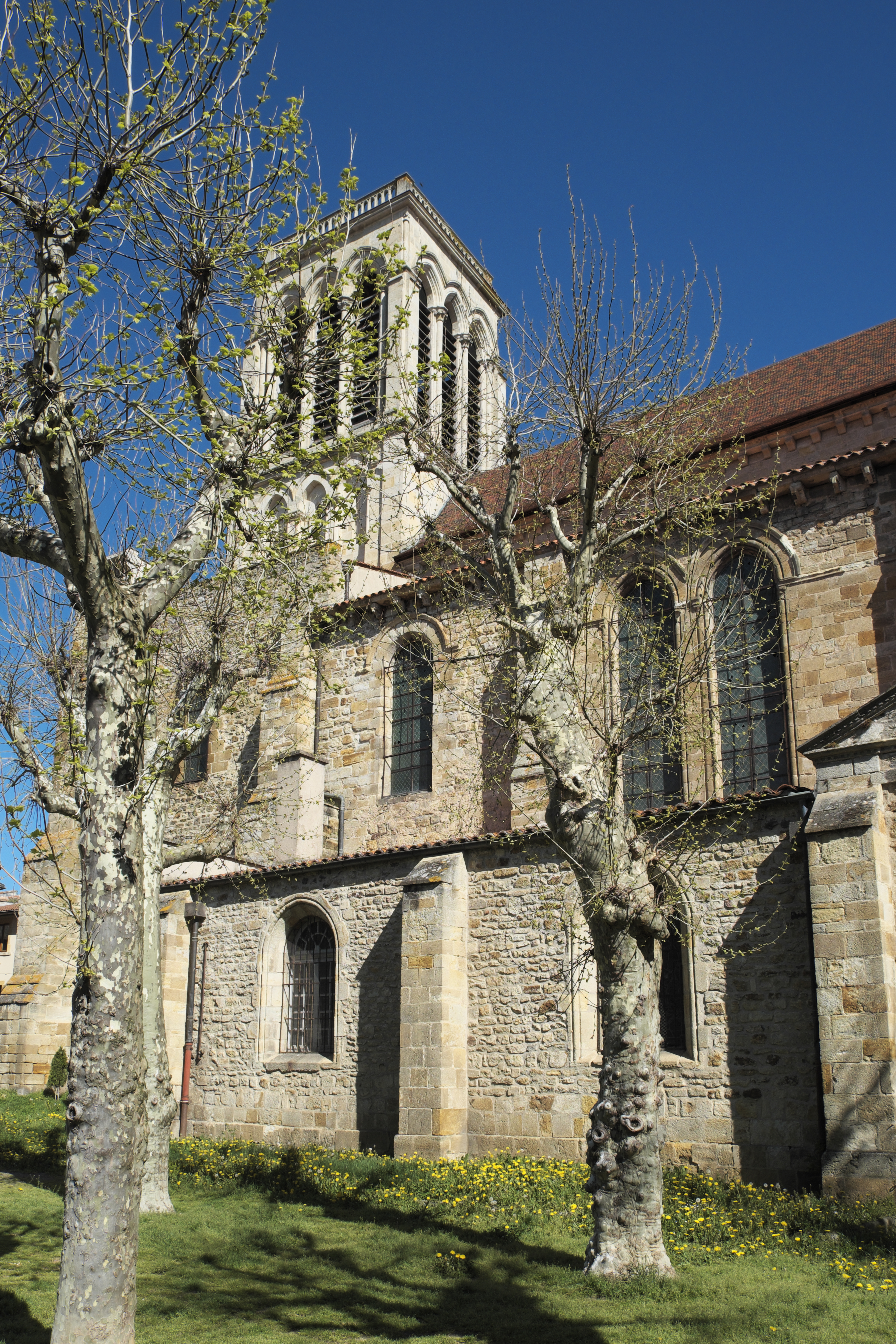
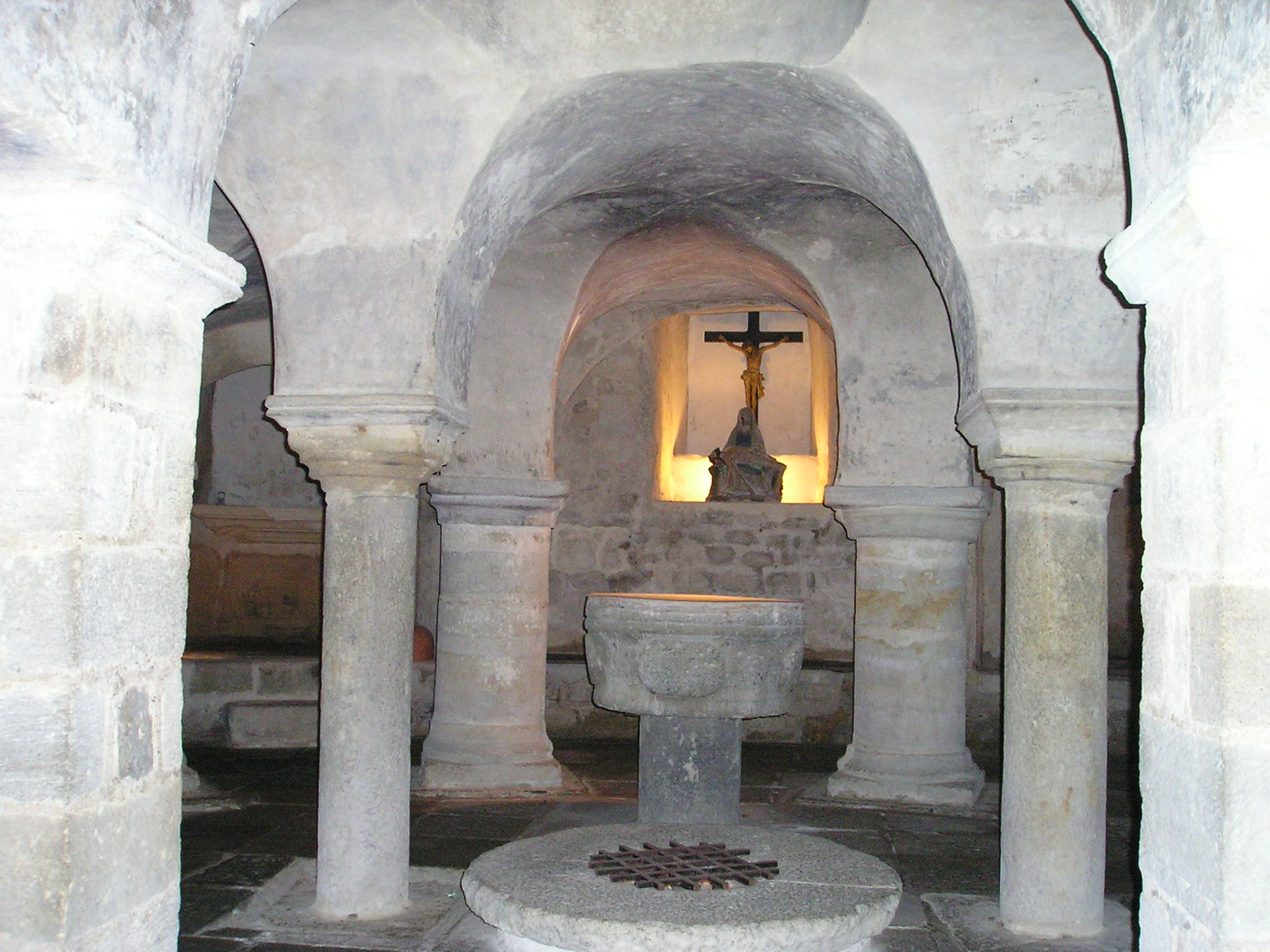
La crypte.
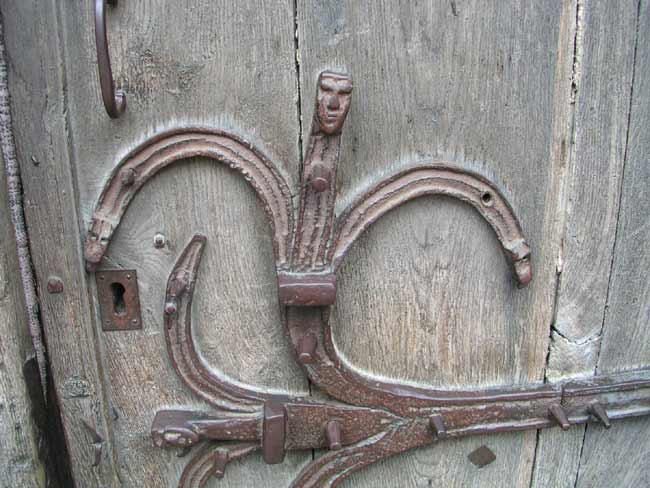
Détail de la porte.
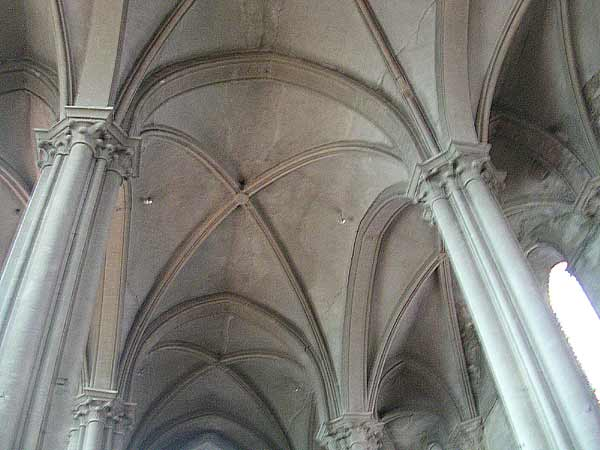
La voûte.
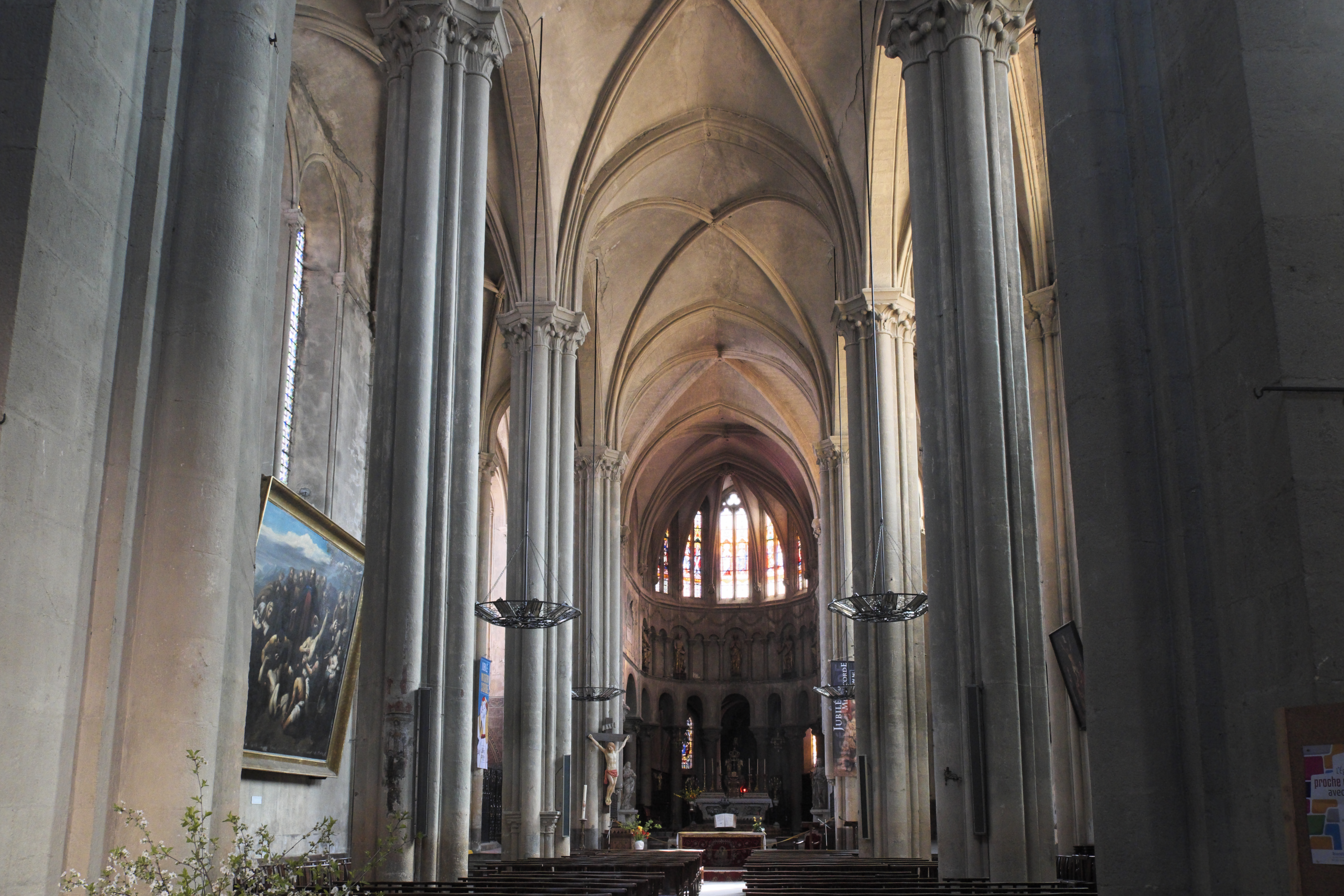
La nef.

### Patrimoine naturel
La commune est adhérente du parc naturel régional Livradois-Forez.

### Personnalités liées à la commune
- Benezet Vidal, écrivain auvergnat de langue occitane, il travailla une partie de sa vie à Billom[57],[58].
- Gilles Ier Aycelin de Montaigut inhumé le 17 août 1318 en la Collégiale Saint-Cerneuf de Billom dans laquelle se trouve son enfeu classé en 1862.
- Hugues Aycelin de Montaigut (mort en 1297), dominicain, cardinal, doyen du Sacré Collège, fondateur de l'Hôtel-Dieu de Billom, appelé parfois Hugues de Billom.
- Jacques-Antoine Huguet (1751-1819), homme politique, député aux États généraux de 1789, maire de Billom.
- Jacques Picot-Lacombe (1753-1815), homme politique né et décédé à Billom, député du Puy-de-Dôme au Conseil des Cinq-Cents.
- Nicolas Berthon peignit La Procession des Pénitents noirs de Billom, en 1883 (Riom, musée Mandet).
- Georges Bataille (1897-1962), écrivain, est né à Billom.
- Le capitaine Antoine Biancamaria, tué en Algérie en 1959, a été élève au lycée militaire de la ville peu avant la Seconde Guerre mondiale. Sa présence comme élève à Billom est rappelée dans le chant de promotion de l'École militaire interarmes (EMIA) : « Capitaine Biancamaria ».

### Héraldique
| Blason de Billom | Blason  | D'azur au château d'or, la tour senestre plus haute que la dextre, le tout maçonné de sable, surmonté de trois fleurs de lys aussi d'or rangées en chef. |
| Blason de Billom | Détails | Le statut officiel du blason reste à déterminer. |